# Mircea Malița
Mircea Augustin Malița (Nagyvárad, 1927. február 20. – Bukarest, 2018. május 21.) román diplomata, matematikus, egyetemi tanár, esszéíró.

## Életrajza
Pavel Malița ügyvéd és Chirilă Veturia egyetlen fiaként született. Anyai nagybátyjai, Augustin, Iosif és Aurel, mindhárman felsőfokú végzettségűek, még gyermekkorában felébresztették benne a könyvek szeretetét. Az elemi iskolát és a gimnázium első három osztályát szülővárosában végezte. 14 éves korában el kellett hagynia a második bécsi döntés által Magyarországnak ítélt Észak-Erdélyt. Eleinte a fogarasi Radu Negru Líceumban tanult, majd a belényesi görögkatolikus püspöki líceumban. Itt a matematikát Ștefan Musta tanította, aki korábban a kolozsvári egyetemen volt tanársegéd, és aki tanítványát rávezette a matematika szépségére. 1944-ben, miután Belényest elfoglalták a visszavonuló német csapatok, Bukarestbe ment, ahol a Gheorghe Lazăr Líceumban folytatta tanulmányait. Négy évvel később diplomázott a bukaresti egyetem matematika–informatika karán, ahol Grigore Moisil, Simion Stoilow, Miron Nicolescu, Ion Barbu, Octav Onicescu, Ovidiu Drâmbă, Gheorghe Atanasiu és Șerban Țițeica tanítványa volt. Ezzel párhuzamosan a filozófia kar előadásait is látogatta.
Az egyetem első évei alatt kezdett foglalkozni a politikával. Hallgatta Gala Galactiont, látogatta a szocialistákat, kommunistákat és liberálisokat, végül a politikai paletta baloldala felé hajlott. A Demokratikus Diákfront elnöke volt, előbb a karon, aztán az egyetemen, a fővárosban és végül országosan. A szervezet később Román Nemzeti Diákszövetség néven az Ifjúsági Munkásszövetség tagozata lett, ennek szintén Malita töltötte be az elnöki tisztségét. Ebben a minőségében 1949-ben elkísérte Mihail Sadoveanut Párizsba a Béke Világkongresszusára. Az egyetem elvégzése után Bukarestben a Román Akadémia könyvtára igazgatójaként dolgozott (1950-1956). Egy időben el kellett hagynia a politikai színpadát, de az akadémiát is. Utóbb Sadoveanu mellett visszatért, és megkezdte diplomáciai karrierjét a Románia állandó ENSZ melletti missziója tanácsadójaként. 1961-1962-ben a külügyminisztérium kulturális igazgatóságának igazgatója volt. 
Mindössze 22 évesen, 1949-ben elkezdte egyetemi karrierjét, amely hat évtizeden át tartott. 1972-ben szerezte meg a professzori címet a bukaresti egyetem matematika karán, ahol a matematikai analízis tanszéken a Matematikai modellek a társadalomtudományokban és a Logika és mesterséges intelligencia kurzusokat tartotta. 
Első diplomáciai küldetését Montevideóban teljesítette az UNESCO konferenciáján. 29 éves korában Athanase Joja tanácsadója lett az első román ENSZ-küldöttségben (1956). 1962-ben az ENSZ-kapcsolatokért és konferenciakapcsolatokért felelős külügyminiszter-helyettessé nevezték ki. Ez volt az az időszak, amikor Románia kezdett a Szovjetuniótól független politikát kialakítani.
1970-ben a Nemzeti Oktatási Minisztérium élére került. Tisztségviselése idején (1970. február – 1972 október) sikerült előmozdítania a nyugati idegen nyelvek oktatását, az informatika oktatását, a matematika és informatika karok fejlesztését, és támogatta a tanügyben a vezetői szemléletet és a jövőbe mutató tevékenységeket.
Matematika és filozófia szakosként 1972-ben védte meg doktori értekezését Modele matematice pentru negocieri (A tárgyalások matematikai modelljei) címmel.
1972. júliusban a Román Kommunista Párt Központi Bizottságának tagja lett.
1974-től kezdve tagja volt az ENSZ népesedési, tudományos, technológiai, fejlesztési konferenciáit előkészítő tanácsoknak. 
1980-ban újra a diplomácia területére lépett. Berni, majd genfi nagykövetté, utóbb Románia amerikai nagykövetévé nevezték ki.
Elena Ceaușescu kegyeiből kiesve 1984-ben visszahívták az országba, és megfosztották politikai tisztségeitől.
1990 után nem foglalkozott politikával.
A Római Klub egyik alapítója és tiszteletbeli tagja volt, társszerzője a szervezet „No limits to Learning. Bridging the Human Gap. Report to the Club of Rome” (1979) és „The Double Helix of Learning and Work. A Report to the Club of Rome” (2003) című kiadványainak.
1974-ben a Román Akadémia levelező tagja, 1991. decemberben rendes tagja lett.
Esszéíróként a Repere című kötettel mutatkozott be (1967). A következő tíz évben könyveiben művészettörténettel, politológiával és természetesen matematikával foglalkozott. Diplomáciai pályafutásával párhuzamosan a román diplomácia történetével is foglalkozott. 1975-ben a Romániai Írószövetség díjával tüntették ki.

## Művei

### Matematika
- Programarea pătratică (Ed. Științifică, 1968); társszerző Mihai Dragomirescu
- Matematica organizării (Ed. Tehnică, 1971); társszerző C. Zidăroiu,
- Programarea neliniară (Ed. Științifică, 1972); társszerző Mihai Dragomirescu
- Modele matematice ale sistemului educațional (1972, Ed. Didactică și Pedagogică); társszerző C. Zidăroiu,
- Triade (Ed. Științifică, 1973); társszerző Silviu Guiașu -
- Asupra schemelor cu diferențe finite iterate (közreműködő)
- Bazele inteligenței artificiale. Logici propoziționale (Ed. Tehnică, 1987) társszerző Mihaela Malița,

### Politikatudomány
- Pagini din trecutul diplomației românești (Ed. Politică, 1966) társszerzők Virgil Cândea és Dinu C. Giurescu
- Diplomația. Școli și instituții (Ed. Didactică și Pedagogică, 1970)
- Diplomatie roumaine (1970, Ed. Meridiane)
- Teoria și practica negocierilor (Ed. Politică, 1972)
- Jocuri pe scena lumii. Conflicte, negocieri, diplomație (Ed. C.H.Beck, 2007)
- Tablouri din războiul rece. Memoriile unui diplomat român (Ed. C.H.Beck, 2007)
- Între război și pace (Ed. C.H.Beck, 2007)
- Zid de pace, turnuri de frăție. Deceniul deschiderii: 1962-1972 (Ed. Compania, 2011); társszerző Dinu C. Giurescu
- Cumințenia pământului. Strategii de supraviețuire în istoria poporului român (Ed. Corint; 2010)
- Istoria prin ochii diplomatului (2014)[9]
- Cold War Diplomacy: A Romanian diplomat's memoirs (2014)

### Jövőkutatás
- Cronica anului 2000 (Ed. Politică, 1969)
- Aurul cenușiu (Ed. Dacia, 3 kötet – 1971, 1972, 1973)
- Hrana, problemă vitală a omenirii (Institutul de Științe Politice , 1976)
- No limits to learning. Bridging the Human Gap (A Római Klub jelentése, 1979), közreműködő
- Orizontul fără limite al învățării (Ed. Politică, 1981); társszerzők J. Botkin, Mahdi Elmandjra -
- Dubla spirală a învățării și a muncii (Ed. comunicare.ro, 2005); társszerző cu Orio Giarini

### Esszék
- Repere (1967)
- Sfinxul. Însemnări de călătorie (Editura pentru Literatură, 1969)
- Pietre vii (Editura Eminescu, 1973)
- Zidul și iedera (Editura Cartea Românească, 1977)
- Idei în mers (Editura Albatros, I. kötet: 1975, II. kötet: 1981)
- Zece mii de culturi, o singură civilizație – Spre geomodernitatea secolului XXI (Ed. Nemira, 2001)

### Cikkek, tanulmányok
A közel hatvan saját kötet mellett Mircea Malița számos tanulmányt jelentetett meg több mint ötven kötetben, valamint közel 500 népszerűsítő cikket a diplomácia, történelem, informatika és jövőkutatás témakörében. Több mint 120 közleménnyel jelentkezett tudományos konferenciákon, és mintegy 150 cikke jelent meg különböző egyetemi és akadémiai kiadványokban.

## Kitüntetései és elismerései

### Belföldön
- A Bukaresti Műegyetem díszdoktora (2012 )[10]
- A Bukaresti Közgazdasági Akadémia díszdoktora (2012 )[11]
- Románia Csillaga érdemrend parancsnoka (2000)
- A Nagyváradi Egyetem díszdoktora (1998)[12]
- Érdemérem a társadalmi felszabadítási és nemzeti antifasiszta forradalom 40. évfordulójára (1984)
- Augusztus 23 érdemrend III. osztály (1974)
- Érdemérem a Románia Szocialista Köztársaság Fegyveres Erői 30. évfordulójára (1974)
- Érdemérem Románia fasizmus alóli felszabadulásának 30. évfordulójára (1974)
- Érdemérem a köztársaság kikiáltásának 25. évfordulójára (1972)
- Tudor Vladimirescu érdemrend II. osztály (1971)
- Érdemérem a Román Kommunista Párt 50. évfordulójára (1971)
- Érdemérem a haza felszabadításának XXV. évfordulójára (1969)
- Augusztus 23 érdemrend IV. osztály (1964)[13]
- Érdemérem a haza felszabadításának XX. évfordulójára (1964)
- A Román Népköztársaság Csillaga érdemrend V. osztály (1961)
- Munka Érdemrend III. osztály (1949)

### Külföldön
- Főnix Rend parancsnoka, Görögország (1979)
- Egyiptomi Érdemrend (1976)
- Függetlenségi Érdemrend, Jordánia (1975)
- Francisco de Miranda Rend, II. osztály, Venezuela (1974)
- Nemzeti Cédrus Érdemrend, Libanon (1974)
- Ecuadori Nemzeti Érdemrend nagykeresztje (1973)
- San Carlos Érdemrend, Kolumbia (1973)
- Német Szövetségi Köztársaság Nagykeresztje (1971)
- Taaj Rend, II. osztály, Irán (1969)
- Érdemérem a Nagy Honvédő Háború 20. évfordulójára, Szovjetunió, 1965[4]

## Fordítás
Ez a szócikk részben vagy egészben  a   Mircea Maliţa című román Wikipédia-szócikk ezen változatának fordításán alapul.  Az eredeti cikk szerkesztőit annak laptörténete sorolja fel. Ez a jelzés csupán a megfogalmazás eredetét és a szerzői jogokat jelzi, nem szolgál a cikkben szereplő információk forrásmegjelöléseként.

### Interjúk
- Acad. Mircea Malița: "România și-a cedat suveranitatea!", Floriana Jucan, Q Magazine, 2 Dec 2014
- Acad. Mircea Malița: "Vǎ confirm cǎ pǎstrez acea dozǎ de optimism, care ne face viața suportabilǎ și meritând sǎ fie trǎitǎ cât mai mult!", Ilie Rad, România literară, Revista română de istorie a presei, 28 Mai 2013
- Mircea Malița, diplomatul român care i-a sfidat pe ruși în 1963, la ONU: "Petru Groza ne-a dat înapoi Ardealul", Laurențiu Ungureanu, Adevărul.ro, 20 Apr 2013
- Acad. Mircea Malița: "Roller și Răutu nu ieșeau din vorba lui Sadoveanu", Ilie Rad, România literară, nr.14, 05 Apr 2013
- Acad. Mircea Malița: "Schimbările în educație nu trebuie să se vadă, altfel intrăm în zâzania universală", Elvira Gheorghiță, Mediafax.ro, 21 Feb 2013
- Interviu cu primul român membru în Clubul de la Roma: "UE, amenințată să se rupă în bucăți", Laurentiu Mihu, România Liberă, 25 Octombrie 2012
- Acad. Mircea Malița: "Niciun titlu sau funcție nu trezește în mine vreo tresărire specială", Sorin Bocioacă, Revista Lumea Satului, nr. 13, 1-15 Iulie 2012
- Acad. Mircea Malița: "Maurer este cel care a îndepărtat România de ruși", Diana Rotaru, Jurnalul, 21 Februarie 2011
- Acad. Mircea Malița: "Criza e un simptom al turbulenței din mintea oamenilor invadată de doua păcate elementare: lăcomia și trufia", Stelian Turlea, Ziarul de Duminică, 23 iunie 2009
- Acad. Mircea Malița: "Lumea vine la tine numai dacă o cauți"[halott link], Elena Solunca Moise, Curentul, 2009